# إمارة أرمينية
إمارة أرمينية (بالأرمنية: Արմինիա ոստիկանություն)‏ هي تسمية سياسية جغرافية إسلامية عربية لأرمينيا وإيبيريا وألبانيا القوقازية في العصور الوسطى بعد غزوهم لهذه المنطقة في القرن السابع. على الرغم من أن الخلفاء سمحوا في البداية للأمير الأرميني بتمثيل مقاطعة أرمينية مقابل ولاء الأرمن خلال أوقات الحرب ألا أن الخليفة عبدالملك بن مروان قدم الحكم العربي على المنطقة. يُكتب الاسم «أرمينية» وليس «أرمينيا» حيث أن الأولى تسمية للإقليم الذي يشتمل على القوقاز والأناضول الشرقيَّة، والثانية اسم الدولة المُعاصرة.

## لمحة تاريخية

### المرحلة الأولى: غزو العرب لأرمينية
لا تُعرف تفاصيل غزو العرب الأول لأرمينية على وجه اليقين، إذ تتناقض مختلف المصادر العربية مع المصادر اليونانية والأرمنية، سواء في التسلسل الزمني أو في تفاصيل الأحداث. ومع ذلك، فإن المضمون العام لحملات العرب متسق بين المصادر، ما يتيح للباحثين المعاصرين إعادة بناء الأحداث.
وبحسب المصادر العربية، وصلت أول حملة للعرب إلى أرمينية في 639/640، في أعقاب غزوهم للشام من أيدي البيزنطيين وبدء غزو المسلمين لفارس. كان العرب بقيادة عياض بن غنم وتوغّلوا حتى بدليس. وشنّوا حملة ثانية في عام 642، لكنهم هُزموا وطُردوا خارج البلاد. بعد هذه الهزيمة، شنّ العرب غارة من أذربيجان عام 645، بقيادة سلمان بن ربيعة، لكنهم لم يطؤوا سوى الأراضي الحدودية الأرمنية. تُرجِع مصادر المسلمين الغزو الفعلي للبلاد إلى عام 645/646، تحت قيادة حبيب بن مسلمة الفهري. تحرك العرب أولًا لغزو الجزء البيزنطي الغربي من البلاد، فاستولوا على ثيودوسيوبوليس وهزموا الجيش البيزنطي، قبل إخضاع الأمراء الأرمن حول بحيرة وان والزحف إلى دبيل، عاصمة الجزء الفارسي السابق من أرمينية. استسلمت دبيل بعد أيام من الحصار، كما استسلمت تفليس في أقصى شمال إيبيريا القوقازية. وفي نفس الوقت، غزا جيش عربي آخر من العراق بقيادة سلمان بن ربيعة ألبانيا القوقازية (أران).
مع أن المصادر العربية تشير إلى أن البلاد كانت خاضعة فعليًا لحكم العرب، يعدّ المؤرخون المعاصرون الرواية المعاصرة للأسقف الأرمني سيبيوس (والتي يؤكدها جزئيًا المؤرخ البيزنطي تيوفان المعترف) أكثر موثوقية، واقترحوا عدة تصوّرات لغارات العرب الأولى بين 640 و 650، بناءً على قراءة نقدية للمصادر؛ لكن من الواضح أن البلاد لم تخضع لحكم العرب في هذا الوقت.
تذكر السجلات الأرمنية أن العرب وصلوا لأول مرة إلى أرمينية عام 642، وتوغّلوا في المنطقة الوسطى من إيرارات، ونهبوا دبيل، وعادوا مع أكثر من 35 ألف أسير. في عام 643، غزا العرب أرمينية مرة أخرى من طرف أذربيجان، ودمّروا إيرارات ووصلوا إلى إيبيريا، لكنهم هُزموا في المعركة التي قادها الزعيم الأرمني تيودور رشتوني وأُجبروا على العودة أدراجهم. بعد هذا النصر، اعترف الإمبراطور البيزنطي قسطنطين الثاني برشتوني حاكمًا على أرمينية، مقابل الخضوع للسيادة البيزنطية. ولكن عندما انتهت هدنة قسطنطين مع العرب عام 653، ولتجنب غزو عربي جديد، وافق رشتوني طواعية على الخضوع لسيطرة المسلمين، فشنّ الإمبراطور قسطنطين شخصيًا حملته في أرمينية لاستعادة الحكم البيزنطي، ولكن بعد فترة وجيزة من رحيله في أوائل عام 654، غزا العرب البلاد. طرد رشتوني الحاميات البيزنطية من أرمينية بمساعدة العرب وحصل على اعتراف منهم بأنه أمير لأرمينية وإيبيريا وألبانيا. حاول البيزنطيون بقيادة الجنرال موريانوس استعادة السيطرة على المنطقة، لكن دون جدوى. في عام 655، غزا العرب أرمينية البيزنطية أيضًا، واحتلّوا ثيودوسيوبوليس (بالعربية: قاليقلا) وعزّزوا سيطرتهم على البلاد بإرسال رشتوني إلى دمشق حيث توفي عام 656، وعيّنوا خصمه هامازسب ماميكونيان بدلًا منه. ومع ذلك، مع اندلاع الحرب الأهلية الأولى بين المسلمين عام 657، خسر العرب نفوذهم على البلاد، وعاد ماميكونيان تحت سيطرة البيزنطيين على الفور.
ولكن في عام 661، أمر معاوية -المنتصر آنذاك في الحرب الأهلية بين المسلمين- الأمراء الأرمن بالخضوع من جديد لسيطرته ودفع الترافيد، فامتثل الأمراء لذلك تجنُّبًا لاندلاع حرب أخرى. كان لسياسة العرب المطالِبة بدفع الترافيد نقودًا تأثير على الاقتصاد والمجتمع الأرمني، إذ صُكّت العملات المعدنية في دبيل، واضطر الأرمن إلى إنتاج فائض من المواد الغذائية والسلع المصنعة للبيع. نشأت حياة حضرية مزدهرة في القوقاز مع انتعاش الاقتصاد.

## طالع أيضًا
- قائمة ولاة وأمراء أرمينية